# Saison 2022-2023 du FC Sion
Maillots
Chronologie
Saison précédente Saison suivante
La saison 2022-2023 du club de football du FC Sion, établi dans la ville de Sion en Suisse, est sa dix-septième saison consécutive en première division. Il participee également, comme chaque année, à la coupe de suisse.

## Déroulement de la saison
Fin aout 2022, le FC Sion fait venir Mario Balotelli, attaquant de renom, pour un montant estimé à 2,6 millions d'euros.
Le 10 septembre 2022, après 8 journées et un bon début de saison, le club est classé 4ème de Superleague avec 14 points.
La bonne série se poursuit malgré une défaite à domicile face au dernier le 2 octobre 2022 lors de la 9ème journée, et le club se classe 3ème du championnat à l'issue de la 13e journée.
Tout se complique ensuite avec un enchainement de 14 matchs sans victoire qui ferra couler le club jusqu'à la dernière place le 18 mars 2023, à l'issue de la 25e journée.
Malgré un sursaut d'orgueil avec 7 points pris sur 9 possibles entre la 26ème et la 28ème journée, le club ne peut éviter la dernière place, synonyme de barrage de relégation en Challenge League.
Le barrage de relégation se déroule sur deux matchs et oppose le FC Sion au troisième de Challenge League, le FC Stade Lausanne Ouchy. Le club s'inclinera lors des deux rencontres (0-2 et 4-2) et se verra relégué en deuxième division.
Son parcours en coupe s'arretera lui le 1er mars 2023, en quart de finale, lors d'une défaite 3-0 face à Lugano.
 (la dernière mise à jour a eu lieu en octobre 2022, alors que le championnat s'est terminé en juin 2023).

## Transferts
| - Adryan (Inconnu) - Jan Bamert (FC Thoune), - Loris Benito (BSC Young Boys) - Gaetano Berardi (AC Bellinzone) - Théo Berdayes (Yverdon Sport FC, prêt) - Marquinhos Cipriano (Cruzeiro EC) - Siyar Doldur (AC Bellinzone, prêt) - Timothy Fayulu (FC Winterthour, prêt) - Guillaume Hoarau (Inconnu) - Arian Kabashi (FC Lahti), - Kader Keita (KVC Westerlo, retour de prêt) - Patrick Luan (FC Schaffhouse) - Ivan Martić (CS Universitatea Craiova) - Birama Ndoye (Al-Arabi (en)) - Mauro Rodrigues (Yverdon Sport FC, prêt) - Jean Ruiz (Pau FC) - Geoffroy Serey Dié (retraite) - Sandro Theler (Yverdon Sport FC, prêt) - Matteo Tosetti (AC Bellinzone) - Vagner Dias (FC Metz, retour de prêt), - Wesley (Inconnu) | - José Aguilar (FC Sion -21 ans) - Mario Balotelli (Adana Demirspor) - Ilyas Chouaref (LB Châteauroux) - Nicky Cleșcenco (FC Sion -21 ans) - Ruben Correia (FC Sion -21 ans) - Wylan Cyprien (Parme Calcio, prêt) - Gora Diouf (Étoile Lusitana) - Kevin Halabaku (FC Sion -21 ans) - Numa Lavanchy (FC Lugano) - Heinz Lindner (FC Bâle) - François Moubandje (Dinamo Zagreb) - Gilles Richard (FC Sion -21 ans) - Denis-Will Poha (Vitória de Guimarães) |

Ziegler Reto

## Pré-saison
Le FC Sion est en camp durant le mois de juin à Crans-Montana.

### Matchs de préparation
| 22 juin 2022 | FC Sion       | 1-1   | Neuchâtel Xamax FCS | Stade Saint-Jacques, Ayent |  |
| 18h00        | 33e Cleșcenco | (1-1) | 23e Del Toro        |                            |  |
| 18h00        | Rapport       |       |                     |                            |  |

| 25 juin 2022 | FC Sion | 1-2   | Servette FC            | Stade du Christ-Roi, Lens |  |
| 16h00        | 45e Sio | (1-1) | 45e Fofana · 76e Bédia |                           |  |
| 16h00        | Rapport |       |                        |                           |  |

| 29 juin 2022 | Yverdon Sport | 1-2 | FC Sion                 | Stade municipal, Yverdon-les-Bains |  |
|              | 57e Koro Koné |     | 34e Benito · 42e Karlen |                                    |  |
|              | Rapport       |     |                         |                                    |  |

| 2 juillet 2022 | FC Sion | 0-1   | Dynamo Kiev | Stade Saint-Germain, Savièse |  |
| 19h00          |         | (0-1) | 35e Vanat   |                              |  |
| 19h00          | Rapport |       |             |                              |  |

| 5 juillet 2022 | FC Sion | 6-4   | SAFP Team | Centre d'entraînement du FC Sion, Riddes |                 |
|                |         | (3-3) |           | Spectateurs : 0                          | Spectateurs : 0 |
|                | Rapport |       |           | Spectateurs : 0                          | Spectateurs : 0 |

| 9 juillet 2022 | RC Strasbourg    | 2-1   | FC Sion  | Centre sportif, Divonne-les-Bains |  |
| 17h30          | csc · Bellegarde | (0-1) | Baltazar |                                   |  |
| 17h30          | Rapport          |       |          |                                   |  |

## Super League

### Résultats
| 1re journée                               | FC Lugano                                          | 2-3     | FC Sion                                                       | Stadio comunale Cornaredo, Lugano                                |                                                                  |
| 17 juillet 2022 16h30 2e place / 3 points | ( Ziegler) Sabbatini 61e · ( Celar) de Queiroz 88e | (0-1)   | 43e (csc) Daprelà · 59e Cavaré ( Grgić) · 85e Schmied ( Poha) | Spectateurs : 2 737 Arbitrage : Fedayi San, Lionel Tschudi (VAR) | Spectateurs : 2 737 Arbitrage : Fedayi San, Lionel Tschudi (VAR) |
| 17 juillet 2022 16h30 2e place / 3 points | Daprelà 57e                                        | Rapport |                                                               | Spectateurs : 2 737 Arbitrage : Fedayi San, Lionel Tschudi (VAR) | Spectateurs : 2 737 Arbitrage : Fedayi San, Lionel Tschudi (VAR) |

| 2e journée                                      | FC Sion                      | 0-3     | BSC Young Boys                                                  | Stade de Tourbillon, Sion                                       |                                                                 |
| 24 juillet 2022 · 16h30 · 5e place / 3 points · |                              | (0-2)   | 2e Kanga ( Rieder) · 6e Kanga ( Itten) · 88e Ngamaleu ( Rieder) | Spectateurs : 8 500 Arbitrage : Alain Bieri, Urs Schnyder (VAR) | Spectateurs : 8 500 Arbitrage : Alain Bieri, Urs Schnyder (VAR) |
| 24 juillet 2022 · 16h30 · 5e place / 3 points · | Stojilković 10e · Cavaré 29e | Rapport | 29e Kanga · 73e Blum · 81e Nsame                                | Spectateurs : 8 500 Arbitrage : Alain Bieri, Urs Schnyder (VAR) | Spectateurs : 8 500 Arbitrage : Alain Bieri, Urs Schnyder (VAR) |

| 3e journée                                      | FC Sion                                                  | 0-0     | Servette FC                             | Stade de Tourbillon, Sion                                                |                                                                          |
| 30 juillet 2022 · 20h30 · 5e place / 4 points · |                                                          | (0-0)   |                                         | Spectateurs : 8 200 Arbitrage : Sven Wolfensberger, Lionel Tschudi (VAR) | Spectateurs : 8 200 Arbitrage : Sven Wolfensberger, Lionel Tschudi (VAR) |
| 30 juillet 2022 · 20h30 · 5e place / 4 points · | Lavanchy 31e · Baltazar 36e · Saintini 86e · Lindner 93e | Rapport | 77e Rouiller · 77e Cognat · 97e Oberlin | Spectateurs : 8 200 Arbitrage : Sven Wolfensberger, Lionel Tschudi (VAR) | Spectateurs : 8 200 Arbitrage : Sven Wolfensberger, Lionel Tschudi (VAR) |

| 4e journée                                  | FC Zurich                             | 0-3     | FC Sion                                                                           | Stade du Letzigrund, Zurich                                         |                                                                     |
| 7 août 2022 · 14h15 · 4e place / 7 points · |                                       | (0-0)   | 57e Itaitinga ( Stojilković) · 64e Itaitinga ( Lavanchy) · 68e Stojilković ( Bua) | Spectateurs : 13 619 Arbitrage : Urs Schnyder, Lionel Tschudi (VAR) | Spectateurs : 13 619 Arbitrage : Urs Schnyder, Lionel Tschudi (VAR) |
| 7 août 2022 · 14h15 · 4e place / 7 points · | Gnonto 33e · Kryeziu 49e · Selnæs 87e | Rapport | 12e Grgić                                                                         | Spectateurs : 13 619 Arbitrage : Urs Schnyder, Lionel Tschudi (VAR) | Spectateurs : 13 619 Arbitrage : Urs Schnyder, Lionel Tschudi (VAR) |

| 5e journée                                   | FC Sion                                 | 2-2     | Grasshopper Zurich                             | Stade de Tourbillon, Sion                                              |                                                                        |
| 13 août 2022 · 18h00 · 4e place / 8 points · | ( Araz) Stojilković 22e · Poha 67e      | (1-0)   | 56e Ribeiro ( Pušić) · 63e Dadashov ( Ribeiro) | Spectateurs : 8 400 Arbitrage : Stefan Horisberger, Sascha Kever (VAR) | Spectateurs : 8 400 Arbitrage : Stefan Horisberger, Sascha Kever (VAR) |
| 13 août 2022 · 18h00 · 4e place / 8 points · | Stojilković 52e · Cavaré 54e · Araz 65e | Rapport | 74e Momoh · 83e Nadjack                        | Spectateurs : 8 400 Arbitrage : Stefan Horisberger, Sascha Kever (VAR) | Spectateurs : 8 400 Arbitrage : Stefan Horisberger, Sascha Kever (VAR) |

| 6e journée                                   | FC Lucerne                                                                                | 2-0     | FC Sion                                          | Swissporarena, Lucerne                                               |                                                                      |
| 27 août 2022 · 18h00 · 6e place / 8 points · | ( Burch) Sorgić 2e · ( Gentner) Sorgić 25e                                                | (2-0)   |                                                  | Spectateurs : 10 067 Arbitrage : Alain Bieri, Stephan Klossner (VAR) | Spectateurs : 10 067 Arbitrage : Alain Bieri, Stephan Klossner (VAR) |
| 27 août 2022 · 18h00 · 6e place / 8 points · | Dräger 29e, 87e · Frýdek 38e, 42e · Simani 39e · Müller 59e · Gentner 88e · Schürpf 90+6e | Rapport | 17e Poha · 63e Karlen · 90+2e Sio · 90+4e Cavaré | Spectateurs : 10 067 Arbitrage : Alain Bieri, Stephan Klossner (VAR) | Spectateurs : 10 067 Arbitrage : Alain Bieri, Stephan Klossner (VAR) |

| 7e journée                                        | FC Sion                                                | 2-1     | FC Bâle                           | Stade de Tourbillon, Sion                                                  |                                                                            |
| 3 septembre 2022 · 18h00 · 5e place / 11 points · | ( Poha) Stojilković 17e · ( Bua) Sio 89e               | (1-0)   | 55e Burger ( Frei)                | Spectateurs : 11 800 Arbitrage : Lukas Fähndrich, Stefan Horisberger (VAR) | Spectateurs : 11 800 Arbitrage : Lukas Fähndrich, Stefan Horisberger (VAR) |
| 3 septembre 2022 · 18h00 · 5e place / 11 points · | Costa 19e · Lavanchy 79e · Bua 90+2e · Balotelli 90+3e | Rapport | 49e Lang · 62e Burger · 87e Comas | Spectateurs : 11 800 Arbitrage : Lukas Fähndrich, Stefan Horisberger (VAR) | Spectateurs : 11 800 Arbitrage : Lukas Fähndrich, Stefan Horisberger (VAR) |

| 8e journée                                         | FC Saint-Gall                                                  | 1-2     | FC Sion                                               | Kybunpark, Saint-Gall                                                   |                                                                         |
| 10 septembre 2022 · 18h00 · 4e place / 14 points · | ( Alves) Karlen 87e                                            | (0-2)   | 18e Chouaref ( Stojilković) · Stojilković ( Lavanchy) | Spectateurs : 18 579 Arbitrage : Luca Cibelli, Stefan Horisberger (VAR) | Spectateurs : 18 579 Arbitrage : Luca Cibelli, Stefan Horisberger (VAR) |
| 10 septembre 2022 · 18h00 · 4e place / 14 points · | Guillemenot 17e · Latte Lath 50e · Stillhart 62e · Görtler 90e | Rapport | 54e Araz · 73e Sio · 89e Costa · 90+1e Grgić          | Spectateurs : 18 579 Arbitrage : Luca Cibelli, Stefan Horisberger (VAR) | Spectateurs : 18 579 Arbitrage : Luca Cibelli, Stefan Horisberger (VAR) |

| 9e journée           | FC Sion                                | 1-3     | FC Winterthour                                                 | Stade de Tourbillon, Sion                 |                                           |
| 2 octobre 2022 14h15 | Balotelli 45+4e (pen.)                 | (1-1)   | Buess 45e (pen.) · Ballet 59e( Buess) · Kamberi 90+6e( Corbaz) | Spectateurs : 8 900 Arbitrage : M. Turkes | Spectateurs : 8 900 Arbitrage : M. Turkes |
| 2 octobre 2022 14h15 | Poha 44e · Baltazar 50e · Lavanchy 77e | Rapport | Ramizi 33e · Gelmi 45+2e · Ballet 75e                          | Spectateurs : 8 900 Arbitrage : M. Turkes | Spectateurs : 8 900 Arbitrage : M. Turkes |

### Classement
| Rang | Équipe             | Pts | J  | G  | N  | P  | Bp | Bc | Diff |
| ---- | ------------------ | --- | -- | -- | -- | -- | -- | -- | ---- |
| 1    | BSC Young Boys     | 74  | 36 | 21 | 11 | 4  | 82 | 30 | +52  |
| 2    | Servette FC        | 58  | 36 | 14 | 16 | 6  | 53 | 48 | +5   |
| 3    | FC Lugano          | 57  | 36 | 15 | 12 | 9  | 59 | 47 | +12  |
| 4    | FC Lucerne         | 50  | 36 | 13 | 11 | 12 | 56 | 52 | +4   |
| 5    | FC Bâle            | 47  | 36 | 11 | 14 | 11 | 51 | 50 | +1   |
| 6    | FC Saint-Gall      | 45  | 36 | 11 | 12 | 13 | 66 | 52 | +14  |
| 7    | Grasshopper Zürich | 44  | 36 | 12 | 8  | 16 | 56 | 64 | -8   |
| 8    | FC Zurich T        | 44  | 36 | 10 | 14 | 12 | 41 | 55 | -14  |
| 9    | FC Winterthour P   | 32  | 36 | 8  | 8  | 20 | 32 | 66 | -34  |
| 10   | FC Sion            | 31  | 36 | 7  | 10 | 19 | 41 | 73 | -32  |

Qualifications européennes
Ligue des champions 2023-2024
- 3e tour de qualification pour clubs champions
- 2e tour de qualification pour non-champions

Ligue Europa 2023-2024
- 3e tour de qualification

Ligue Europa Conférence 2021-2022
- 2e tour de qualification

Relégation
- Barrage de relégation en Challenge League 2023-2024

Abréviations
| Rang | Équipe             | Pts | J | G | N | P | Bp | Bc | Diff |
| ---- | ------------------ | --- | - | - | - | - | -- | -- | ---- |
| 1    | FC Saint-Gall      | 12  | 5 | 4 | 0 | 1 | 11 | 4  | +7   |
| 2    | Servette FC        | 12  | 4 | 4 | 0 | 0 | 8  | 3  | +5   |
| 3    | BSC Young Boys     | 10  | 4 | 3 | 1 | 0 | 11 | 1  | +10  |
| 4    | Grasshopper Zürich | 9   | 3 | 3 | 0 | 0 | 8  | 3  | +5   |
| 5    | FC Bâle            | 5   | 4 | 1 | 2 | 1 | 6  | 4  | +2   |
| 6    | FC Sion            | 5   | 4 | 1 | 2 | 1 | 4  | 6  | -2   |
| 7    | FC Lucerne         | 4   | 3 | 1 | 1 | 1 | 3  | 3  | 0    |
| 8    | FC Winterthour P   | 2   | 5 | 0 | 2 | 3 | 4  | 17 | -13  |
| 9    | FC Zurich T        | 1   | 4 | 0 | 1 | 3 | 3  | 9  | -6   |
| 10   | FC Lugano          | 0   | 3 | 0 | 0 | 3 | 5  | 8  | -3   |

| Rang | Équipe             | Pts | J | G | N | P | Bp | Bc | Diff |
| ---- | ------------------ | --- | - | - | - | - | -- | -- | ---- |
| 1    | FC Sion            | 9   | 4 | 3 | 0 | 1 | 8  | 5  | +3   |
| 2    | FC Lugano          | 9   | 5 | 3 | 0 | 2 | 9  | 7  | +2   |
| 3    | BSC Young Boys     | 7   | 4 | 2 | 1 | 1 | 9  | 3  | +6   |
| 4    | FC Lucerne         | 7   | 4 | 2 | 1 | 1 | 9  | 5  | +4   |
| 5    | Servette FC        | 5   | 4 | 1 | 2 | 1 | 3  | 4  | -1   |
| 6    | FC Bâle            | 4   | 3 | 1 | 1 | 1 | 6  | 5  | +1   |
| 7    | FC Saint-Gall      | 3   | 3 | 1 | 0 | 2 | 5  | 6  | -1   |
| 8    | Grasshopper Zürich | 3   | 5 | 0 | 3 | 2 | 6  | 12 | -6   |
| 9    | FC Zurich T        | 1   | 4 | 0 | 1 | 3 | 3  | 10 | -7   |
| 10   | FC Winterthour P   | 0   | 3 | 0 | 0 | 3 | 0  | 6  | -6   |

## Coupe de Suisse de football
| 1/32e de finale    | CS Chênois                             | 1-3 ap          | FC Sion                                 | Stade des Trois-Chênes, Chêne-Bourg |  |
| 20 août 2022 17h30 | Las Mukenge 68e                        | (0-1, 1-1, 1-2) | 36e Chouaref · 95e Sio · 113e Itaitinga |                                     |  |
| 20 août 2022 17h30 | Vilaranda Veloso 37e · Khelil 69e, 90e | Rapport         | 39e Araz · 102e Schmied                 |                                     |  |

| 1/16e de finale | FC Rapperswil-Jona | - | FC Sion | Stadion Grünfeld (de), Jona |
| septembre 2022  |                    |   |         |                             |
|                 | Rapport            |   |         |                             |